# Trichomycterus punctulatus
Trichomycterus punctulatus är en fiskart som beskrevs av Valenciennes, 1846. Trichomycterus punctulatus ingår i släktet Trichomycterus och familjen Trichomycteridae. Inga underarter finns listade i Catalogue of Life.